# Bułhanak
Bułhanak (Bułganak) (ukr. Булганак, krymskotat. Ğarbiy Bulğanaq) – rzeka na Ukrainie, w Republice Autonomicznej Krymu. Znajduje się w zachodniej części półwyspu Krymskiego. Jej początek znajduje się w okolicach miasta Symferopol, uchodzi do Morza Czarnego. Jej długość wynosi 52 km.